# 南方澳洲蟾魚
南方澳洲蟾魚（学名：Austrobatrachus foedus），為輻鰭魚綱蟾魚目蟾魚科澳洲蟾魚屬的其中一種，分布於東南大西洋區的南非海域，體長可達27公分，為底棲性魚類。